# المعلم ذو السواري (سيدي مدين)
المعلم ذو السواري هو معلم أثري تونسي مصنف من قبل المعهد الوطني للتراث يقع في ولاية باجة في الشمال الغربي التونسي، تحديدا في سيدي مدين تم تصنيف المعلم في يوم 19 مارس 1894.

## مقالات ذات صلة
- قائمة المعالم الأثرية المصنفة في تونس